# محوطه کشان ۱
محوطه کشان ۱ مربوط به دوره اشکانیان است و در شهرستان ایرانشهر، بخش مرکزی، دهستان نایگون، ۱۸ کیلومتری جنوب شرق اله آباد نایگون واقع شده و این اثر در تاریخ ۲۶ اسفند ۱۳۸۷ با شمارهٔ ثبت ۲۵۹۱۶ به‌عنوان یکی از آثار ملی ایران به ثبت رسیده است.